# Proven Innocent
Proven Innocent è una serie televisiva giudiziaria statunitense ideata da David Elliot, trasmessa da Fox nel 2019.

## Trama
La serie è ambientata in una società di condotte illecite guidata da un feroce e impavido avvocato femminile con la fame di giustizia, la squadra riapre le indagini, mettendo le proprie vite in pericolo per scagionare gli innocenti che sono stati giudicati colpevoli. La sua motivazione proviene dal suo famigerato passato; da giovane è stata giudicata colpevole e successivamente scagionata in un caso di alto profilo in cui è diventata una sensazione scandalistica, nome familiare e celebrità nazionale.

## Episodi
| Stagione       | Episodi | Prima TV USA | Prima TV Italia |
| -------------- | ------- | ------------ | --------------- |
| Prima stagione | 13      | 2019         | 2019            |

## Personaggi e interpreti

### Personaggi principali
- Madeline Scott, interpretata da Clare O’Connor (giovane) e da Rachelle Lefèvre (adulta), doppiata da Giò Giò Rapattoni (adulta).
- Ezekiel ‘Easy’ Boudreau, interpretato da Russell Hornsby, doppiato da Ruggero Andreozzi.
- Violet Bell, interpretata da Nikki M. James, doppiata da Alessandra Cassioli.
- Bodie Quick, interpretato da Vincent Kartheiser, doppiato da Massimo Triggiani.
- Levi Scott, interpretata da Riley Smith, doppiato da Mattia Ward.
- Gore Bellows, interpretato da Kelsey Grammer, doppiato da Massimo Corvo.

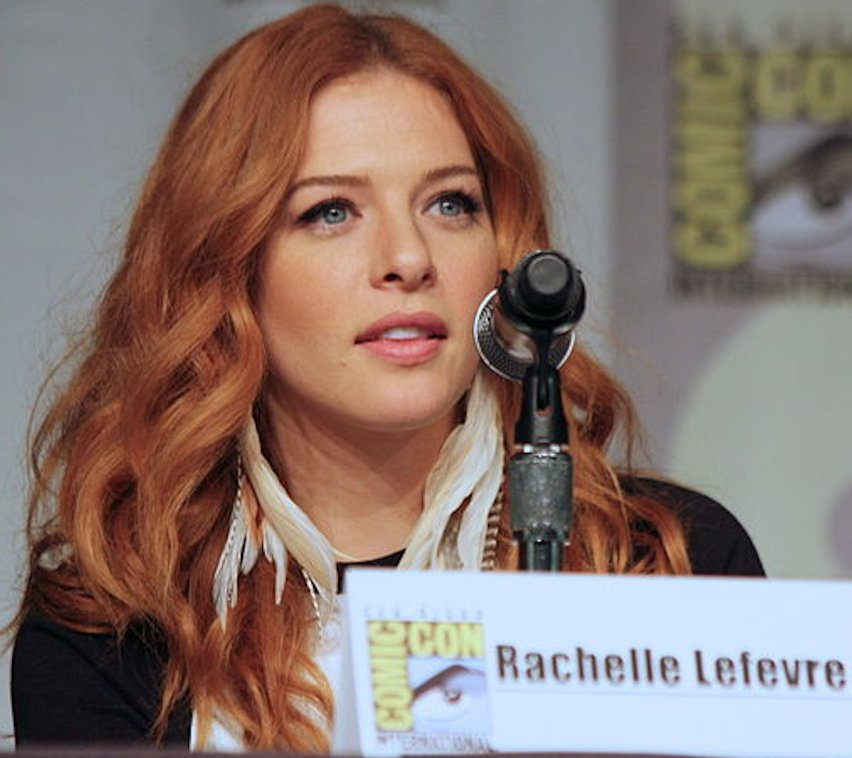
Rachelle Lefèvre interpreta Madeline Scott
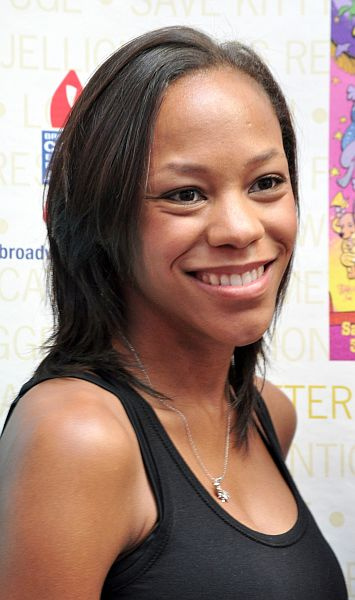
Nikki M. James interpreta Violet Bell
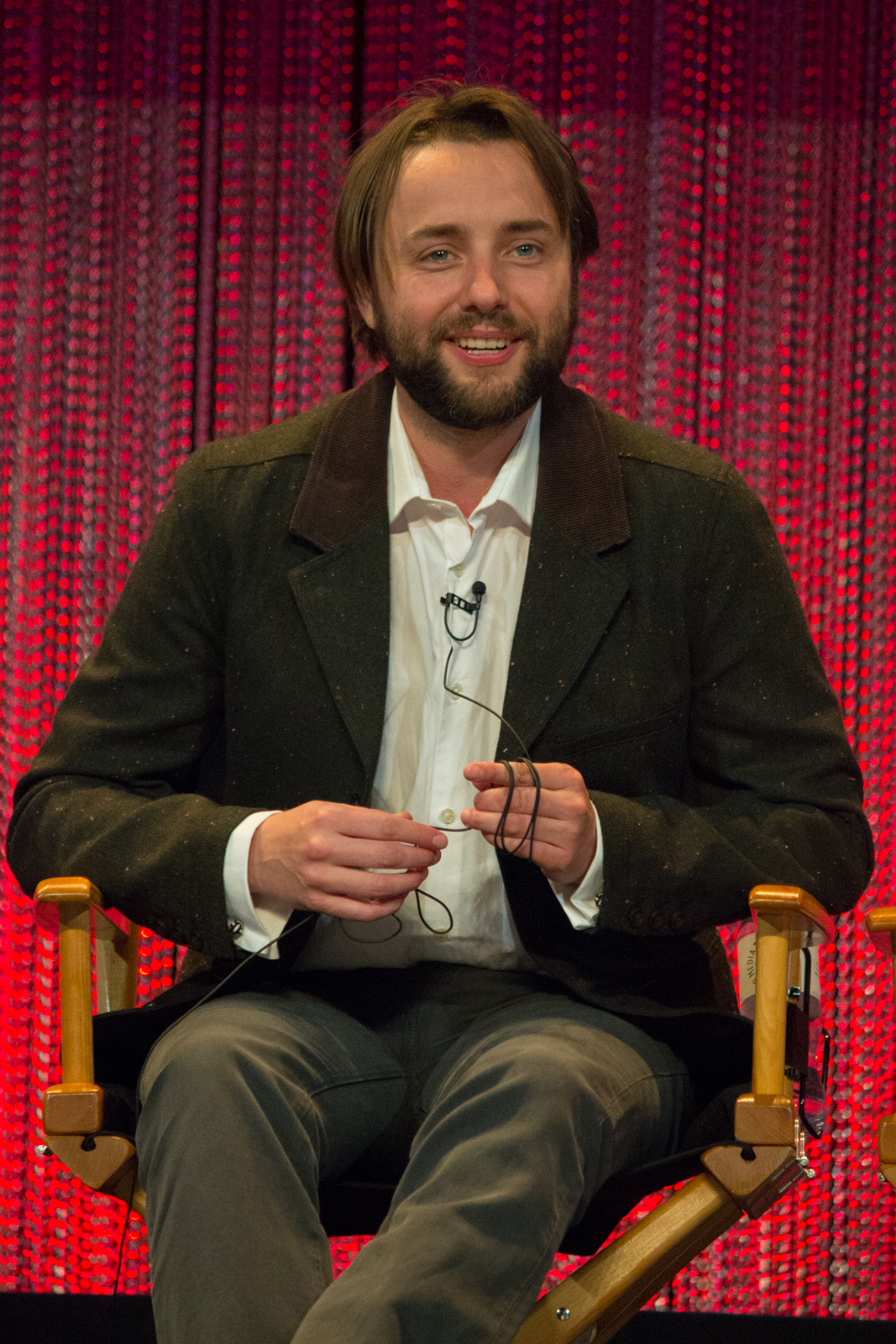
Vincent Kartheiser interpreta Bodie Quick
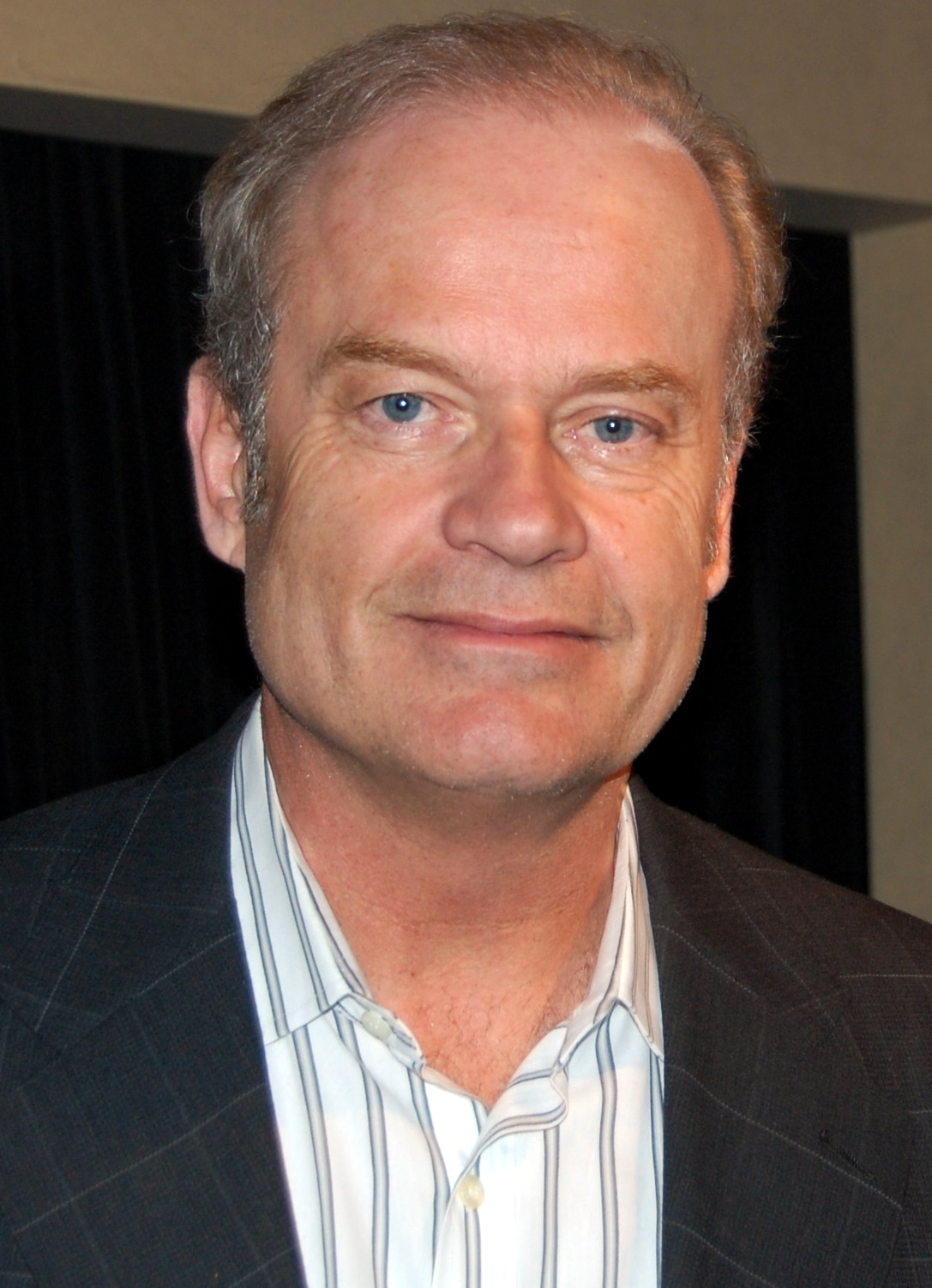
Kelsey Grammer interpreta Gore Bellows

### Personaggi secondari
- Susan Andrews, interpretata da Elaine Hendrix
- Greta Bellows, interpretata da Laurie Holden
- Heather Husband, interpretata da Caitlin Mehner
- Vanessa Dale, interpretata da Tembi Locke
- Nikki Russo, interpretata da Tiffany Dupont
- Isabel Sanchez, interpretata da Catherine Lidstone
- Wren, interpretata da Candice Coke

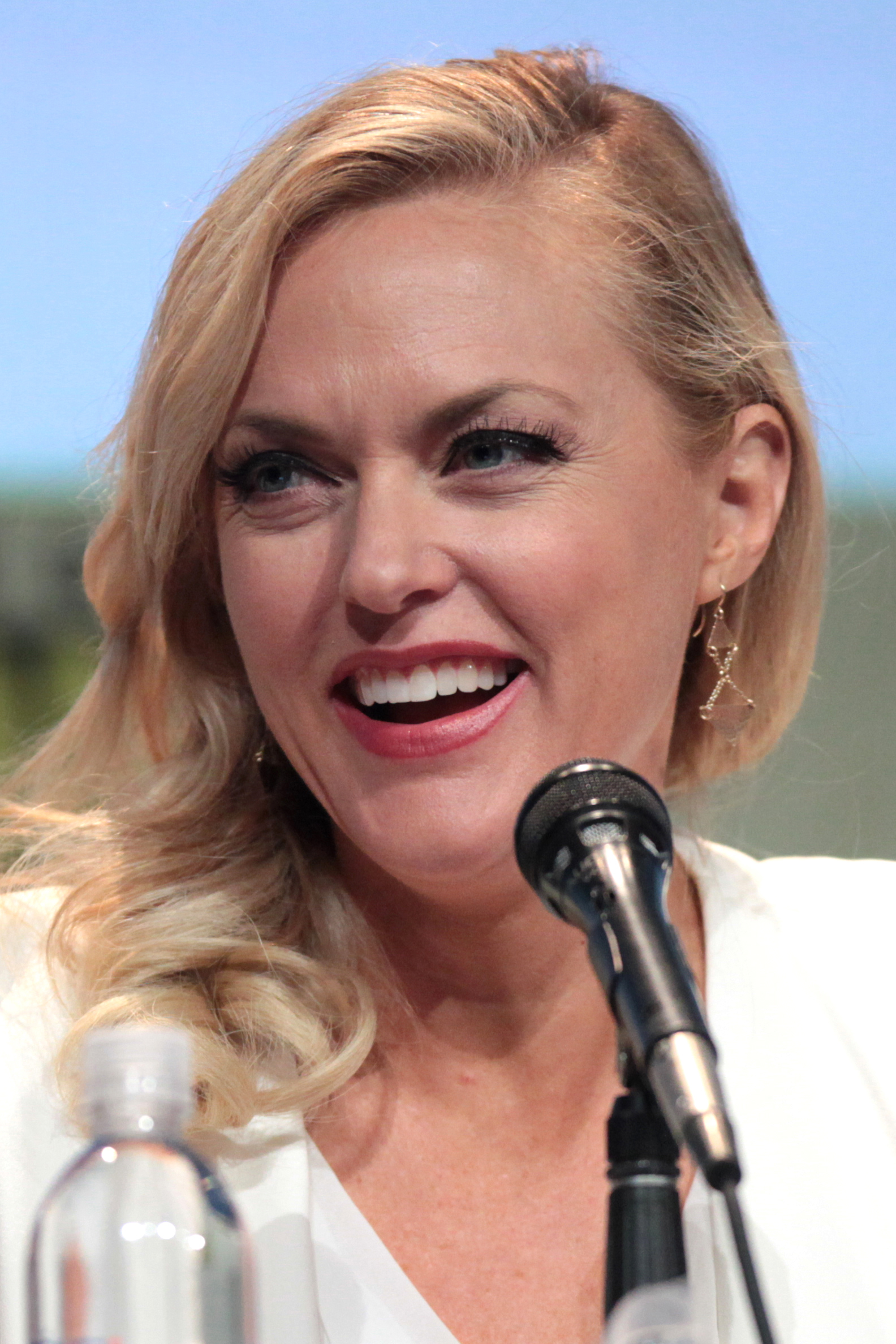
Elaine Hendrix interpreta Susan Andrews
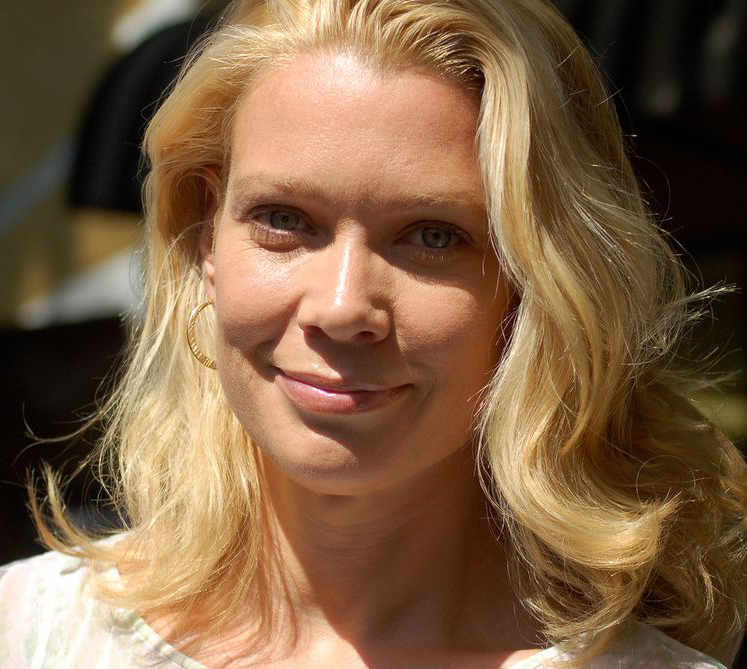
Laurie Holden interpreta Greta Bellows

## Produzione

### Sviluppo
Il 4 agosto 2018, venne annunciato che la Fox aveva dato alla produzione, una sceneggiatura per una serie intitolata Infamy. L'episodio pilota è stato scritto da David Elliot, che è anche il produttore esecutivo, insieme a Danny Strong e Stacy Greenberg. La serie è prodotta dalla Danny Strong Productions e 20th Century Fox Television.
Il 1º febbraio 2018, venne annunciato che la rete aveva ordinato l'episodio della serie, mentre il 9 maggio ne ordinò la stagione completa, ora intitolata Proven Innocent.
Il 29 ottobre 2018, fu annunciato che la serie sarebbe stata trasmessa dal 15 febbraio 2019. L'11 maggio 2019 Fox annunciò la cancellazione della serie al termine dell'unica stagione prodotta.

### Cast
Il 21 febbraio 2018, fu annunciato che Russell Hornsby era stato scelto per il ruolo di protagonista maschile dell'episodio pilota. Nel marzo, venne riferito che Rachelle Lefèvre, Vincent Kartheiser, Riley Smith, Brian d'Arcy James, Clare O'Connor e Nikki M. James si erano uniti al cast principale della serie. Il 1º giugno, venne annunciato che Kelsey Grammer era stato scelto per sostituire d'Arcy James nel ruolo di Gore Bellows (in precedenza Cole Bellows). Nel settembre, venne riferito che Elaine Hendrix e Laurie Holden erano state ingaggiate in ruoli ricorrenti. Nell'ottobre, fu annunciato che Caitlin Mehner, Tembi Locke, Tiffany Dupont e Catherine Lidstone si erano unite al cast ricorrente. Il 1º novembre, entrò nel cast ricorrente anche Candice Coke.

### Riprese
Il 30 gennaio 2019, le riprese della serie a Chicago, sono state chiuse a causa del vortice polare.

## Promozione
Il 14 maggio 2018, è stato pubblicato il primo trailer della serie, seguito il 16 gennaio 2019, dal secondo.

## Trasmissione internazionale
In Italia, va in onda su Fox Crime dal 19 febbraio 2019. Nel Regno Unito andrà in onda da marzo 2019 su Universal TV.

## Accoglienza

### Critica
La serie è stata accolta negativamente dalla critica. Sull'aggregatore di recensioni Rotten Tomatoes ha un indice di gradimento del 10% con un voto medio di 4,85 su 10, basato su 10 recensioni. Su Metacritic, invece ha un punteggio di 48 su 100, basato su 9 recensioni.